# Vitali Gàlkov
Vitali Gàlkov   (Tambov, 26 de maig de 1939 - 7 d'abril de 1998) fou un piragüista en aigües tranquil·les rus que va competir sota bandera de la Unió Soviètica durant la dècada de 1960.
El 1968 va prendre part en els Jocs Olímpics d'Estiu de Ciutat de Mèxic, on guanyà la medalla de bronze en la prova del C-1, 1.000 metres del programa de piragüisme. En el seu palmarès també destaquen una medalla de plata al Campionat del Món en aigües tranquil·les de 1963 i dues medalles al Campionat d'Europa de piragüisme en aigües tranquil·les, de bronze el 1961 i de plata el 1965. Guanyà nou campionats soviètics entre 1961 i 1969.
Una vegada retirat passà a exercir d'entrenador.